# Graziano Arrighetti
Graziano Arrighetti (* 14. Mai 1928 in Florenz; † 10. Januar 2017 in Pisa) war ein italienischer Gräzist und Papyrologe.

## Leben und Wirken
Arrighetti studierte von 1947 an Klassische Philologie an der Universität Pisa und der Scuola Normale Superiore als Schüler von Giorgio Pasquali und erwarb die laurea 1951. Auf seine Studienzeit gehen die Kontakte zu Sebastiano Timpanaro zurück. Von 1951 bis 1953 absolvierte er ein Aufbaustudium am Istituto italiano per gli studi storici. Von 1959/60 bis 1968/69 war er an der Universität Pisa als Papyrologe und als Assistent für griechische und lateinische Grammatik tätig. Von 1969 bis zur Pensionierung 2001 hatte er den Lehrstuhl für griechische Literatur inne. Von 1970 bis 1980 war er Herausgeber der Fachzeitschrift Studi Classici e Orientali.
1981 wurde Arrighetti zum Mitglied des Ordine del Cherubino der Universität Pisa ernannt. 1995 wurde er mit dem Praemium Classicum Clavarense ausgezeichnet. Die Akademie der Wissenschaften zu Göttingen wählte ihn 1998 zum Korrespondierenden Mitglied. 1998 war er Mitglied des Institute for Advanced Study in Princeton. 2007 erhielt er den Ehrentitel Professore Emerito der Universität Pisa.
Arrighetti arbeitete zu den literarischen Papyri Ägyptens und Herculaneums. Ihm verdanken sich die maßgebliche Edition der von Satyros von Kallatis verfassten Vita des Euripides sowie verschiedene Arbeiten zu Philodem, zum archaischen Epos (Homer, Hesiod), zur spätarchaischen Chorlyrik (Stesichoros, Pindar, Bakchylides), zur Geschichte der antiken griechischen Biographie, Literaturkritik und Bildung und zur Geschichte der antiken Philosophie (Platon, Aristoteles, Epikureismus).

## Auszeichnung
- Praemium Classicum Clavarense, 1994

## Schriften (Auswahl)
Monographien
- Poesia, Poetiche e Storia nella riflessione dei Greci. Giardini editori e stampatori, Pisa 2006 (Biblioteca di studi antichi, 89), ISBN 88-427-1445-3. – Rez. von Antonios Rengakos, in: Bryn Mawr Classical Review 2007.12.20.
- Poesia Greca. Giardini Editori e Stampatori, Pisa 1995.
- La cultura letteraria in Grecia. Laterza, 1989.
- Da Omero agli Alessandrini. Problemi e figure della letteratura. La Nuova Italia scientifica, Florenz 1988.
- Poeti, eruditi e biografi. Momenti della riflessione dei Greci sulla letteratura. Giardini, Pisa 1987 (Biblioteca di Studi Antichi, 52).
- Dieci anni di papirologia ercolanese. Società nazionale di scienze, lettere e arti in Napoli, Neapel 1982.
- Esiodo. Letture critiche. Mursia, Mailand 1975 (Strumenti per una nuova cultura. Letture critiche).

Herausgeberschaften
- (Hrsg., mit Mauro Tulli): Esegesi letteraria e riflessione sulla lingua nella cultura greca. Giardini editori e stampatori, Pisa 2006 (Ricerche di filologia classica, V). – Rez. von: Federico Condello, in: Eikasmós 19, 2008, 485–488, (online).
- (Hrsg.): Letteratura e riflessione sulla letteratura nella cultura classica. Tradizione, erudizione, critica letteraria, filologia e riflessione filosofica nella produzione letteraria antica. Atti del convegno, Pisa, 7–9 giugno 1999. Giardini, Pisa 2000.
- (Hrsg., mit Franco Montanari): La componente autobiografica nella poesia greca e latina fra realtà e artificio letterario. Atti del Convegno Pisa, 16–17 maggio 1991. Giardini, Pisa 1993 (Biblioteca di Studi Antichi, 51)
- (Hrsg., mit Emilio Gabba und Franco Montanari): La Filologia greca e latina nel secolo XX. Atti del Congresso internazionale, Roma, Consiglio nazionale delle ricerche, 17–21 settembre 1984. Giardini, Pisa 1989 (Biblioteca di Studi Antichi, 56).

Texteditionen mit Übersetzungen
- (Hrsg.): Esiodo, Opere. Testi introdotti, tradotti e commentati da Graziano Arrighetti. Einaudi-Gallimard, Torino 1998.
- (Hrsg.): Epicuro, Opere. Introduzione, testo critico, traduzione e note. Einaudi, Torino 1960 (Classici della Filosofia, iv).
- (Hrsg.): Satiro, Vita di Euripide. A cura di Graziano Arrighetti. Goliardica, Pisa 1964. – Rez. von André Tuilier, in: Revue des Études Grecques 78, 1965, S. 410–412, (online).

Artikel
- Sebastiano Timpanaro: ritratto della madre. In: Walter Lapini (Hrsg.), Omaggio a Sebastiano Timpanaro. In: Sileno 39.1-2, 2013, S. 3–12.
- Pasquali visto da Timpanaro. In: Eikasmós 23, 2012, 399–416, (online) (PDF).
- Anekdote und Biographie. Μάλιστα τὸ μικρὸν φυλάττειν. In: ‪Michael Erler, ‪Stefan Schorn (Hrsg.), ‪Griechische Biographie in hellenistischer Zeit. ‪Akten des internationalen Kongresses vom 26.–29. Juli 2006 in Würzburg. Walter de Gruyter, Berlin und New York 2007 (Beiträge zur Altertumskunde, Bd. 245), S. 79–100, (online).
- Filodemo fra poesia, mito e storia. In: Michael Erler (Hrsg.), Epikureismus in der späten Republik und der Kaiserzeit. Akten der 2. Tagung der Karl–und–Gertrud–Abel–Stiftung vom 30. September–3. Oktober 1998 in Würzburg. Franz Steiner, Stuttgart 2000, S. 13–31, (Auszüge online).
- Stesicoro e il suo pubblico. In: Materiali e discussioni per l’analisi dei testi classici 32, 1994, S. 9–30.
- Orazione di Graziano Arrighetti. In: Aurelio Peretti, maestro di letteratura greca nell’Ateneo pisano (1901–1994). Giardini editori e stampatori, Pisa 1994; Nachdruck auf: Sistema bibliotecario di ateneo, Università di Pisa (Memento vom 14. August 2014 im Internet Archive).
- La biografia di Pindaro del papiro di Ossirinco XXVI 2438. In: Studi classici e orientali 26, 1967, S. 129–148.